# Imperiul Așanti
Imperiul Așanti (engl. Ashanti Empire) a fost un stat vest-african între 1680-1896, cu centrul  în regiunea Ashanti și care a inclus  Regiunea  Brong-Ahafo, Ghana centrală, Ghana de est, Regiunea Accra și Ghana de Vest adică Ghana de azi. 
Având o strategie eficientă și prin adoptarea timpurie a armelor de foc, oamenii din Ashanti au creat un imperiu care se întindea din Ghana centrală până în Coasta de Fildeș actuală.